# Корнер
Корнерът (от англ. corner, което означава ъгъл), наричан още корнър, ъглов удар или само ъглов, е вид статично положение във футбола. Когато топката напусне голлинията на отбраняващия се отбор след като последен с нея е играл футболист на този отбор, то противниковият отбор получава правото да изпълни корнер. Изключение се прави, когато топката влезе във вратата и се отбележи гол.
Топката се поставя в ъгъла, който е най-близо до мястото, където топката е излязла от игра. Този ъгъл се намира там, където голлинията пресича тъчлинията. Дъгата, която тези две линии сключват, има радиус 1 ярд. При изпълнение на ъглов удар всички играчи трябва да са на разстояние поне 10 ярда (9,15 метра) от топката. Нарушението на това правило може да доведе до получаване на жълт картон.
Топката влиза в игра тогава, когато е ритната и следователно е в състояние на движение. От корнер може директно да се отбележи гол.
Играчът, който изпълнява ъгловия удар, има право само на един досег с топката, след което трябва друг играч да докосне топката. Нарушението на това правило се наказва с непряк свободен удар, а при по-сериозно нарушение — с пряк свободен удар или дузпа.